# Hans Fässler
Hans Fässler (né le 27 février 1954 à Saint-Gall) est un historien, homme politique (Parti socialiste suisse), cabarettiste et enseignant suisse. Il est impliqué à la fois dans les institutions politiques et les mouvements sociaux de base et il écrit des articles pour divers journaux, magazines et autres publications.

## Biographie
Hans Fässler est né en 1954 à Saint-Gall et a grandi dans le quartier "Lachen" à l'ouest de la ville. Du côté de sa mère, sa famille venait de la région de Glaris, du côté de son père de la région d'Appenzell. Il a fréquenté l'école primaire "Feldli" et l'école secondaire "Schönau", puis il a rejoint l'école cantonale (lycée) de "Burggraben" en 1969, où il a obtenu son baccalauréat (maturité B) en 1973. Il a ensuite étudié la langue et la littérature anglaises, l'histoire générale et l'histoire anglo-américaine à l'Université de Zurich et, après un séjour linguistique d'un an à Penarth (Pays de Galles du Sud), il a obtenu sa licence d'anglais et d'histoire et son diplôme d’enseignement pour les écoles de maturité. En tant qu'enseignant suppléant et enseignant d'anglais et de culture générale, Hans Fässler a travaillé dans l'enseignement secondaire, l'école professionnelle, l'éducation des adultes et le lycée.
1992–2018, il a enseigné l'anglais à l'école cantonale d'Appenzell Rhodes-Extérieures (lycée) de Trogen. Il est le père de deux fils adultes et marié pour la deuxième fois. Ses loisirs incluaient le volley-ball (première ligue régionale avec STV St. Gallen) et l'alpinisme (première ascension de la face ouest directe de l'Öhrli à proximité du Säntis).

## Historien

### Toussaint Louverture et Haïti

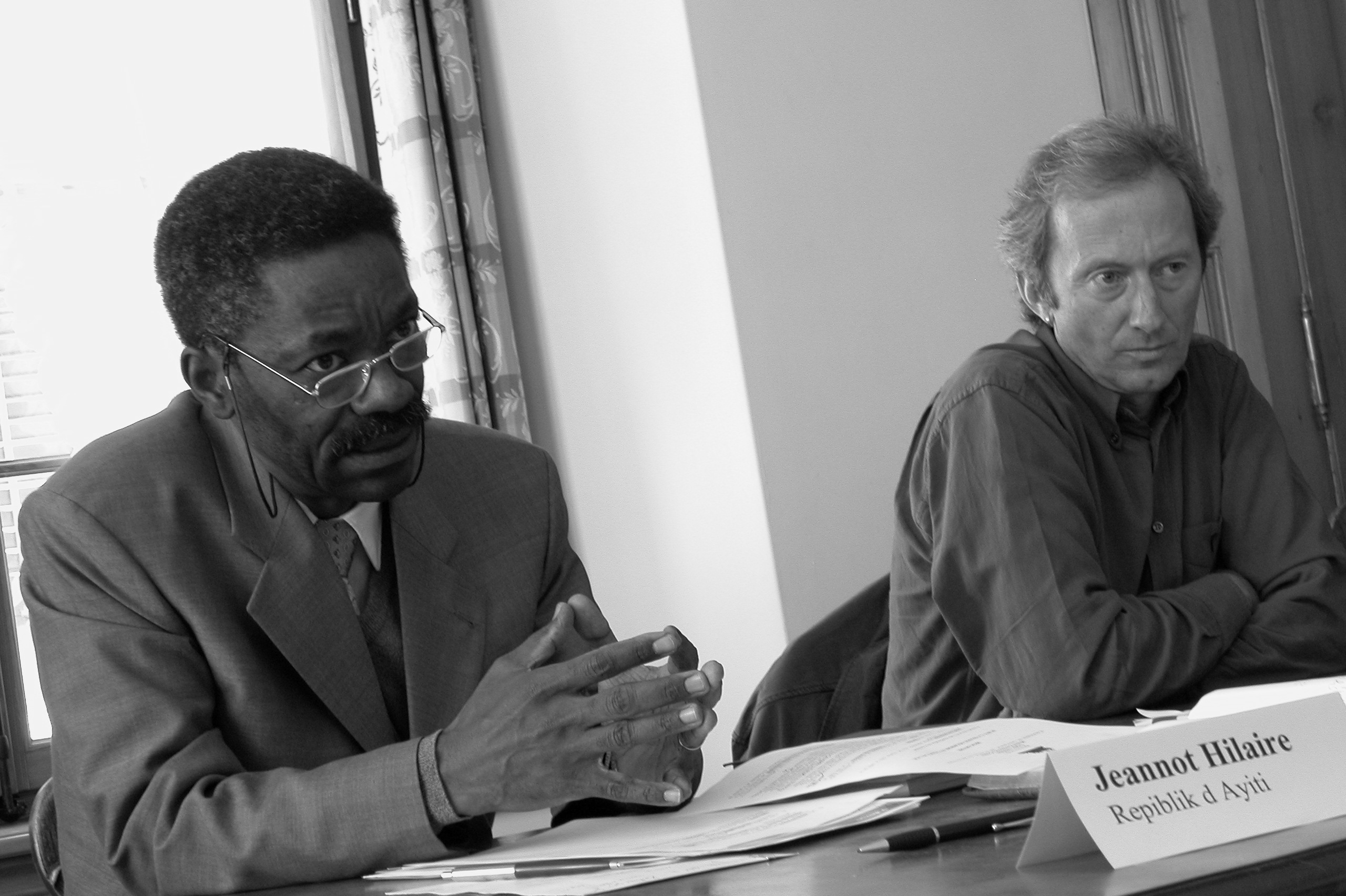
Jeannot Hilaire (historien et représentant d'Haïti auprès de l'ONU à Genève) et Hans Fässler à Trogen, 2003.

Les recherches pour le programme de cabaret politique "Louverture meurt en 1803" lors du 200e anniversaire du canton de Saint-Gall (2003) ont conduit Hans Fässler à étudier l'histoire de Toussaint Louverture, d'Haïti, de l'esclavage en général et de la participation suisse à l'esclavage. C'est ce qui l'a amené en 2005 à la publication du livre "Reise in Schwarz-Weiss. Schweizer Ortstermine zur Sklaverei" (Voyage en noir et blanc. Inspections sur place en matière d'esclavage). Le livre a été traduit en français et publié en 2007 sous le titre "Une Suisse esclavagiste. Voyage dans un pays au-dessus de tout soupçon" chez Duboiris à Paris, avec un préface de Doudou Diène (ancien rapporteur spécial de l'ONU sur le racisme et la discrimination raciale).

### Recherches postcoloniales
Depuis lors, Hans Fässler a travaillé comme journaliste et conférencier, principalement dans les domaines de l'esclavage, de l'histoire (post)coloniale, des réparations et du racisme anti-noir. Il essaie d'intégrer les résultats de ses recherches historiques dans les discours politiques actuels et vice versa. Par exemple, dans le cadre du débat sur la Suisse en tant que société coloniale sans colonies, qui a débuté à la fin des années 1990, il a lancé de nombreuses initiatives politiques aux niveaux fédéral, cantonal et communal. Des voyages politiques l'ont conduit à Haïti (Port-au-Prince) en 2003, en France (Ports atlantiques et triangulaires La Rochelle, Nantes, Bordeaux) en 2007 et 2008, au Sénégal (Dakar et Djilor) en 2005 et 2008, à la Guyane française (Saint-Laurent-du-Maroni) en 2013, et à Antigua en 2019.
Depuis le printemps 2019, Hans Fässler propose des visites guidées de la ville de Saint-Gall "Sur les traces du racisme" et "De la 'lutte des races' et la lutte des classes".

### Démonter Louis Agassiz
Il s'est engagé depuis 2007 et au nom du "Comité Transatlantique 'Démonter Louis Agassiz'", dont il est le fondateur, pour une ré-évaluation de l'œuvre du glaciologue et naturaliste suisse Louis Agassiz (1807-1873). Dans cette intention, il s'est adressé entre autres au Club Alpin Suisse CAS qui, en 1865, avait nommé Louis Agassiz Membre d'honneur. Dans son travail sur Louis Agassiz, il collabore étroitement avec l'artiste suisse-haitienne-finlandaise Sasha Huber ainsi qu'avec le romaniste fribourgeois Hans Barth qui, entre autres, a convaincu le Dictionnaire historique de la Suisse (DHS) de réviser son article sur Louis Agassiz. En 2012, l'exposition "Glaciologue, Rassist: Louis Agassiz (1807-2012)" a été montrée pour la première fois au Musée régional de Grindelwald. Cette exposition a été conçue et développée en collaboration avec la typographe Hannah Traber et avec Hans Barth. Les initiatives de Hans Barth et Hans Fässler étaient également à l'origine de la décision, en septembre 2018, de la ville et de l'université de Neuchâtel de renommer l'Espace Louis Agassiz en "Espace Tilo Frey".

### Une Suisse esclavagiste
Dans sa campagne la plus récente, il a exhorté la ville de Chicago de réévaluer le degrés de conformité de la banque Suisse UBS avec la "Slavery Era Disclosure Ordinance" et d'analyser si le non-respect de cette ordonnance par la banque pourrait rendre tout contrat avec UBS comme nul et non avenu au nom de la ville. Cette ordonnance est l'œuvre de la conseillère municipale Dorothy Tillman, qui l'avait parrainée en 2003. Après le cas du marchand banquier suisse Jakob Laurenz Gsell (1815-1896), Fässler fait référence au cas du marchand suisse Johann Ulrich Zellweger (1804-1871), qui faisait de gros profits grâce au commerce de l'esclavage sucrier cubain et de la traite des noirs, et qui plus tard est devenu le fondateur d'une banque prédécesseur de l'UBS. En novembre 2019, il a fondé le "Comité suisse de réparation de l'esclavage" (Swiss Committe on Reparations für Slavery, SCORES), qui regroupe une centaine de personnalités de la Suisse ou en Suisse qui sont en faveur de la réparation de l'esclavage (également par la Suisse). En décembre 2019, il a pu annoncer publiquement cette fondation pour la première fois dans un discours prononcé lors d'une réunion de l'ONU à Genève. À l'appui des demandes pour des réparations suisses et pour documenter les relations esclavagistes de la confédération, il gère – en coopération avec Dr. Klaus Stuckert – les archives CARICOM Compilation Archive, probablement la collection la plus complète des relations esclavagistes suisses avec les Caraïbes et ailleurs.

## Politicien

### Politiques partisanes
Pendant ses années de lycée, Hans Fässler a été actif dans un groupe d'étudiants de droite, parmi eux Konrad Hummler, Adrian Rüesch et Valentin Landmann. En 1978, il entre au parti socialiste (PS) de la ville de Saint-Gall dans le cadre du rétablissement de la "Jeunesse socialiste de Saint-Gall" (JS) et en 1979 il entre au syndicat des services publics SSP. À partir de 1980, il a été observé par les services de renseignements de la police cantonale ; des fiches d'informations existaient également auprès de la ville de Zurich, du Ministère public de la Confédération et auprès du service de sécurité militaire. En 1984, Hans Fässler a été élu au Grand Conseil du canton de Saint-Gall où il reste député jusqu'en 1994. De 1986 à 1993, il était secrétaire du parti et du groupe parlementaire du PS du canton de Saint-Gall.

### Militantisme politique
En 1986, les poursuites engagées contre lui pour violation de secrets militaires ont été suspendues pour raison d'immunité parlementaire. En 1989, il a été acquitté par le tribunal de district de Saint-Gall de l'accusation conformément à l'article 292 du Code pénal suisse dans le cadre d'un piquet du mouvement anti-apartheid contre la filiale de la banque UBS au Rösslitor à Saint-Gall. En 1990, il a été condamné à une amende pour violation de la paix et coercition dans un blocus des travaux de construction pour la place d'armes de Neuchlen-Anschwilen. Hans Fässler a contribué au préambule de la constitution cantonale de Saint-Gall de 2001 dans le cadre de la conférence des groupes de travail. De 2005 à 2009, il a été président du syndicat des enseignants de l'école cantonal (lycée) de Trogen et membre de la délégation syndicale de négociation auprès de la conférence du partenariat social du canton d'Appenzell Rhodes-Extérieures.

### Mouvements de base
En dehors du cadre institutionnel, Hans Fässler a été actif dans différents contextes politiques : Il a été co-initiateur de l'initiative populaire « Pour une Suisse sans armée et pour une politique globale de paix » et de l'initiative populaire municipale saint-galloise "Pour une ville sans voitures". En tant que membre fondateur de l'association "Justice pour Paul Grüninger", il a participé à la réhabilitation du commandant de la police saint-galloise, qui avait sauvé la vie de plusieurs centaines de réfugiés Juifs en tolérant et même facilitant leur entrée illégale en Suisse. Cette réhabilitation a finalement abouti à la création de la « Fondation Paul Grüninger » en 1998. Avec le mouvement anti-apartheid de Saint-Gall, il a réussi en 2009 à changer le nom de la rue "Krügerstrasse" dans le quartier "Vonwil" de Saint-Gall, qui rappelle le pionnier de l'apartheid Paul "Ohm" Krüger. Elle porte aujourd'hui le nom de l'auteur suisse Friedrich Dürrenmatt.

## Cabarettiste et chansonnier

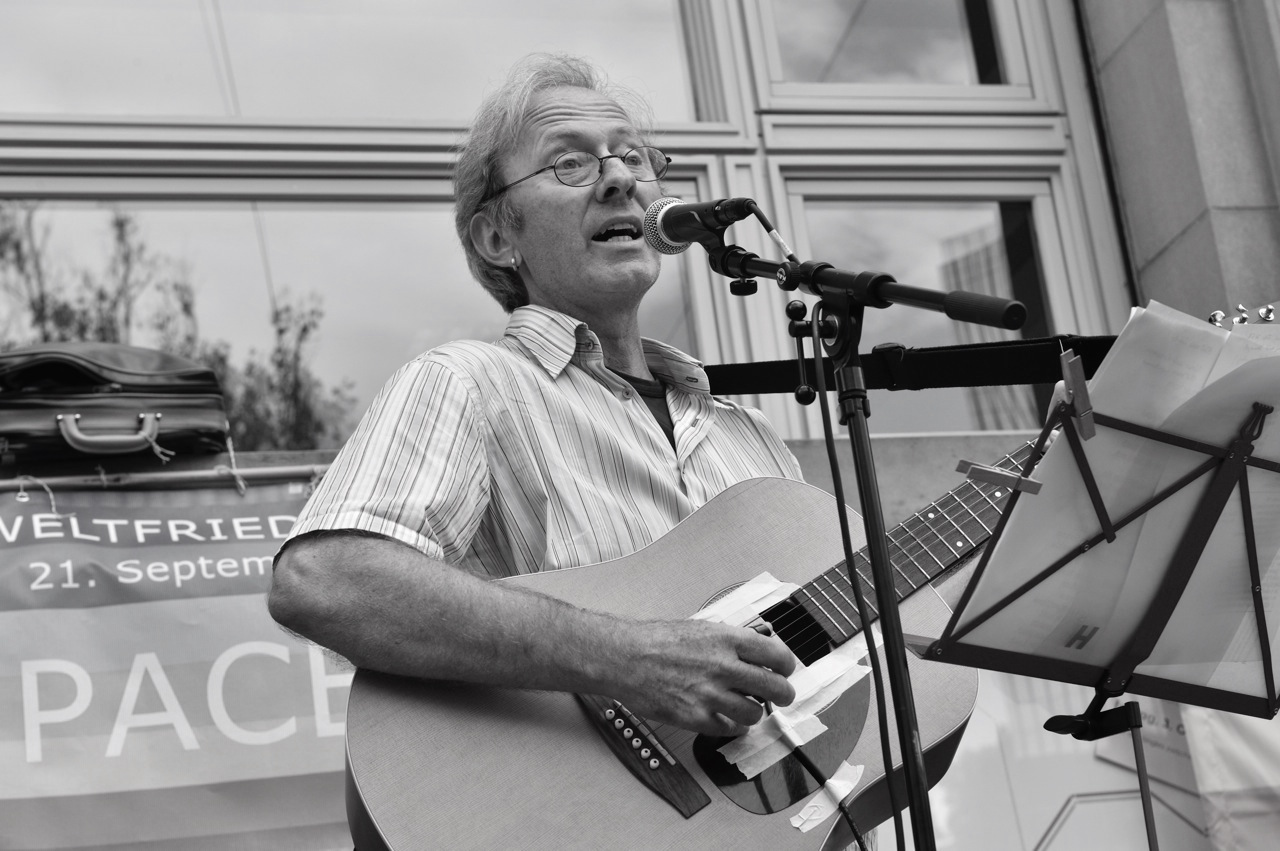
Hans Fässler chante pour la manifestation lors de la Journée internationale de la paix de l'ONU à Saint-Gall 2014

### De la chanson à la satire
Dans les années 1970, Hans Fässler apparaissait comme guitariste, auteur et chanteur avec divers groupes folkloriques suisses (Troubadix, Zupfgyge) dans de petits théâtres, des clubs de folk locaux et dans des festivals folk (Lenzburg, Gurten). En 1980 a suivi le premier programme de cabaret politique solo "CCCP – Chalte Chrieg Cabarettistisches Programm" (Guerre froide – programme cabarettistique). À l'invitation du clown suisse Richard Hirzel ("Pic"), la chanson satirique "Hinterm Böhmerwald" (Derrière la Forêt de Bohême) a été diffusée à la télévision suisse (talent show "Schauplatz" du 9 janvier 1987).

### Programmes de cabaret
En 1986, le programme de cabaret "Vitesse – fascisme – autoroute" a provoqué un petit scandale de théâtre, parce que sa représentation sur la scène studio du théâtre municipal de Saint-Gall était simultanée avec l'inauguration de l'autoroute transversale de la ville. En 1991, lors de l'événement culturel et éducatif "universalité estivale" à la place d'armes projetée de Neuchlen-Anschwilen, la première de "Nicht ganz hundert – Anmerkungen zur Armee 95" a eu lieu. Ce programme ironisait des tendances de la société contemporaine et du projet de réforme "Armée 95". Au cours des années suivantes, il a été présenté plus de cinquante fois dans toute la Suisse alémanique. « Alte und neue Nummern für alte und neue Freund/Inn/En » (Anciens et nouveaux numéros pour d'ancienNEs et nouveaux/nouvelles amiEs) était le titre du programme complet en 2000/2001, suivi du cabaret politico-historique "L'ouverture meurt en 1803", qui a vu plus de 30 représentations en 2003/2004. Outre des programmes complet, Hans Fässler s'est produit à plusieurs reprises avec "Gebrauchskabarett" (cabaret de consommation) lors de manifestations, congrès, conférences et assemblées générales. Pendant un an, il écrivait la rubrique hebdomadaire "Das Wort zum Freitag" (La Parole de vendredi) sous le pseudonyme "Leo N. Hart" dans le quotidien socialiste et syndical OAZ. Fässler a également écrit des poèmes politiques, des discours, des polémiques et des commentaires satiriques, et il a écrit des textes pour l'ensemble de cabaret "Die Schimpfoniker" à Altstätten SG.
Après une longue pause du cabaret (depuis "Louverture meurt en 1803"), Fässler est revenu au public le 24 juin 2020 avec un nouveau programme complet. Il a lu un extrait de son livre "Nicht ohne meinen Carbonschuh. Eine Toggenburger Passion", qui place le sauteur à ski Simon Ammann dans un contexte de sport de haut niveau, de sponsoring, de changement de langue et de la culture du Toggenburg.

### Chansons politiques
Depuis 2010, on le retrouve en tant que chansonnier par-ci par-là, s’accompagnant à la guitare et accompagné parfois de Werner Meier (violon), Jürg Surber (basse) et Jens Weber (ténor) dans la mission de cultiver les chansons politiques (en allemand, anglais, français et italien) sous le titre et la devise "malgré tout" : chants de travail, chansons révolutionnaires, chants de révolte, chansons de résistance.

## Publications (sélection)

### Livres
- Nicht-ökonomische Funktionen von Markt und Marktplatz in St. Gallen. In: St. Galler Kultur und Geschichte, Bd. 11, Staats- und Stiftsarchiv St. Gallen (Hrsg.), St. Gallen 1981.
- Hinterm Böhmerwald. Politische Lieder und Texte. Z&Z Verlag (Eigenverlag), St. Gallen 1983.
- Traduction de deux essays du sociologue de religion Robert N. Bellah de l'anglais vers l'allemand: Zivilreligion in Amerika und Religion und Die Legitimation der amerikanischen Republik. In: Heinz Kleger, Alois Müller (Hrsg.): Religion des Bürgers. Zivilreligion in Amerika und Europa. Kaiser Verlag, München 1986, S. 19–63.
- Demokratischer Ungehorsam. Erfahrungen eines Anfängers. In: Andreas Gross und Marc Spescha (Hrsg.): Demokratischer Ungehorsam für den Frieden. Zum Recht auf Widerstand in der Schweizerischen Demokratie nach der Gruppe für eine Schweiz ohne Armee GSoA Abstimmung vom 26. November 1989. Realotopia Verlag, Zürich 1990, S. 85–90.
- Lebhafte Unruhe / Beifall / Heiterkeit. In: 80 Jahre Generalstreik 1918 - 1998. Kantonaler Gewerkschaftsbund St. Gallen (Hrsg.), Sabon Verlag, St. Gallen 1998,  (ISBN 3-907928-19-9), Einleitung und S. 7/8.
- Reise in Schwarz-Weiss. Schweizer Ortstermine zur Sklaverei. Rotpunktverlag, Zürich 2005,  (ISBN 978-3858693037).
- Une Suisse esclavagiste. Voyage dans un pays au-dessus de tout soupçon (avec une préface de Doudou Diène, ancien rapporteur spécial de l'ONU sur le racisme et la discrimination raciale). Duboiris, Paris 2007,  (ISBN 978-2-916872-04-9).
- What's in a Name? Louis Agassiz, his mountain and the politics of remembrance. In: Sasha Huber (ed.), Rentyhorn, Kiasma, Helsinki 2010,  (ISBN 978-951-53-3267-7), S. 8–21.
- Helm ab! Soldaten! Denkt mal! In: 1914-1918/19. Die Ostschweiz und der Grosse Krieg. 154. Neujahrsblatt, Historischen Verein des Kantons St. Gallen (Hrsg.), Toggenburger Verlag, Wattwil 2014, ISSN 0257-6198, S. 1–2.
- Un colonel suisse au combat contre les Marrons au Suriname. In: Jean Moomou (Hrsg.): Sociétés marronnes des Amériques. Mémoires, patrimoines, identités et histoire du XVIIe au XXe siècle. Ibis Rouge Éditions, Matoury, Guayane, 2015,  (ISBN 978-2-84450-451-7), S. 61–67.
- Mitteilungen an Max über den Stand der kolonialen Dinge und anderes. In: Museum für Gestaltung, Bettina Richter (Hg.): Talking Bodies. Bild, Macht, Wirkung. Lars Müller Publishers, Zürich 2023, 64–75.

### Magazines
- Der Einfluss des Deutschen und Französischen auf die englische Fachsprache des Alpinismus. In: Die Alpen, 4. Quartal, 1977, 53. Jahrgang, S. 170–186.
- Die Schweiz und die Sklaverei. Eidgenossen bereicherten sich an Sklaven in Lateinamerika. In: Lateinamerika Nachrichten, Januar 2006.
- Das Rätsel im Schönau-Quartier. In: Saiten, Dezember 2016.
- In der Höhle der Fussball-Fans: ein bisschen Grundsatzdebatte. In: Saiten, 17. September 2017.
- Verstaatlichen wir den FC! In: Saiten, November 2017.

### Journaux
- Max Frisch und Léopold Senghor. Ein interkulturelles Lehrmittel verbindet die Schweiz mit Senegal. In: St. Galler Tagblatt, 19. März 2007.
- Zürcher Sklavereiakten. Der Streit um die gesperrten Dokumente bei der Credit Suisse ist mehr als ein Streit unter HistorikerInnen. Was der Leu mit Afrika zu tun hat. In: Die Wochenzeitung, 25. März 2010.
- Das Kabarett ist tot. In: St. Galler Tagblatt, 11. August 2010.
- St. Gallen ist eigentlich ziemlich zumutbar. In: Tages-Anzeiger, 10. Januar 2012.
- Der Schatten fällt auf uns alle. Schon im 19. Jahrhundert sahen viele die Sklaverei als Übel an. In: Tages-Anzeiger, 14. Juli 2017

## Littérature
- Hans Fässler dans une interview accordée à Vanda Janka : Sklaverei: Auch die Schweiz war aktiv beteiligt. In: Swissinfo, 22. August 2003.
- Isabelle Eichenberger: Comment la Suisse a profité de l'esclavage. In: Swissinfo, 7. Januar 2008.
- Rolf App: Der Aufdecker vom Dienst. In: St. Galler Tagblatt, 28. Juni 2012.
- Peter Surber: Sündenfrei mit Hans Fässler. In: Saiten, 30. Juni 2016.
- Res Strehle: Die Sklaven der Familie Escher. In: Das Magazin, 8. Juli 2017.
- Der englische Wikipedia-Eintrag der Uni St.Gallen strotzt vor Fehlern. In: St. Galler Tagblatt, 19 février 2018.